# Élections régionales de décembre 2021 à Tobago
Les élections régionales de décembre 2021 à Tobago ont lieu le 6 décembre 2021 à Trinité-et-Tobago afin d'élire les membres de l'assemblée du territoire autonome de l'île de Tobago.
Les élections sont organisées de manière anticipées plus de trois ans avant la date prévue, les précédentes en janvier ayant abouties à un blocage total des institutions régionales, faute d'entente entre le Mouvement national du peuple (PNM) et le Patriotes progressistes démocrates (PDP), arrivés ex æquo. Forcé d'intervenir, le gouvernement national du Premier ministre Keith Rowley procède à une modification de la loi électorale augmentant de 12 à 15 le nombre de sièges de l'assemblée, et convoque ces nouvelles élections.
Le scrutin est une large victoire pour le Patriotes progressistes démocrates qui remporte la quasi-totalité des sièges, le Mouvement national du peuple n'en conservant qu'un seul. Le dirigeant du PDP, Farley Augustine, remplace par conséquent Ancil Dennis au poste de secrétaire en chef de Tobago.

## Contexte

Assemblée sortante

Les élections régionales de janvier 2021 aboutissent à un parlement sans majorité, le Mouvement national du peuple au pouvoir perdant sa majorité absolue sans que le parti des Patriotes progressistes démocrates ne l'obtienne, chacune des deux formations obtenant six sièges sur douze,.
Cette situation de blocage amène à une crise constitutionnelle, qui conduit le gouvernement local à consulter celui national quant à la marche à suivre, aucun scrutin anticipé ne pouvant être organisé tant qu'un président de l'assemblée n'a pas été élu, et l'élection de ce dernier étant elle-même sujette à la situation de blocage,.

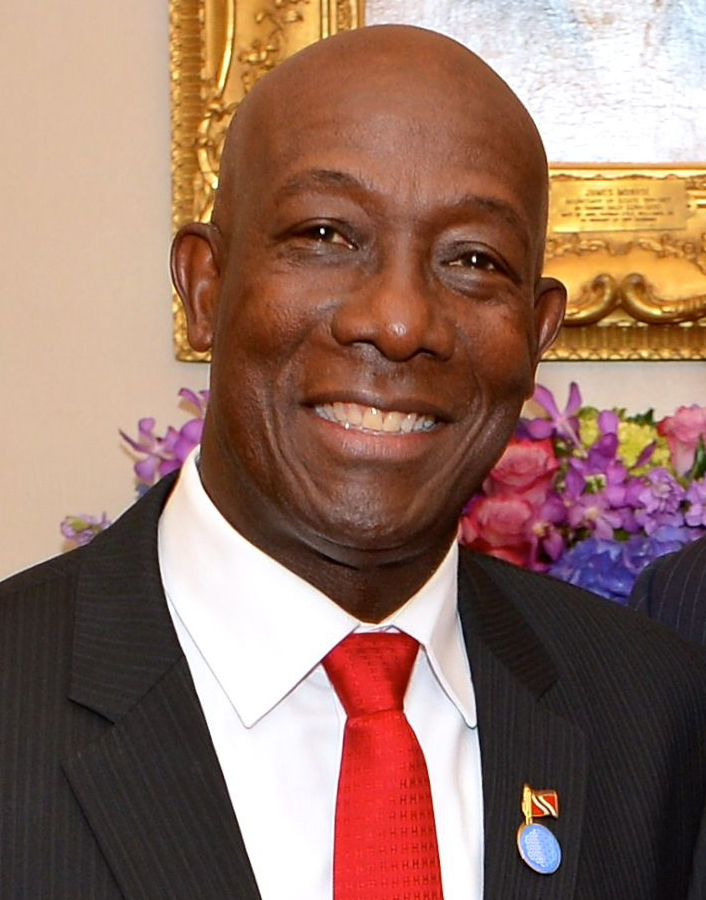
Keith Rowley

Le gouvernement national fait par conséquent voter le 20 février à la Chambre des représentants une loi augmentant le nombre total de sièges de l'assemblée de 12 à 15, un nombre impair devant permettre à la situation de ne pas se reproduire une fois convoquées de nouvelles élections. De même, la loi impose la mise en place de l'assemblée avec un président sous quatorze jours à partir des élections, faute de quoi celle ci est dissoute et de nouvelles élections convoquées. La loi est transmise au Sénat le 2 mars suivant.
Le Premier ministre Keith Rowley se rend par la suite sur l'île pour y effectuer plusieurs consultations avec les principaux politiciens locaux en vue de la délimitation des nouvelles circonscriptions, préalable au scrutin. La loi est votée par le Sénat le 3 mars puis signée par la présidente Paula-Mae Weekes le 16 du même mois, ouvrant la voie à la tenue des élections anticipées,. Keith Rowley annonce l'entrée en vigueur de la loi pour le 26 juillet. Cette dernière est suivie d'une autre instituant ces nouvelles circonscriptions, votée le 15 septembre par 21 voix pour et 18 contre, et permettant la convocation des élections régionales pour le 6 décembre 2021,.

## Système électoral
L'Assemblée de Tobago est un parlement unicaméral composé de quinze sièges pourvus pour quatre ans au scrutin uninominal majoritaire à un tour dans autant de circonscriptions.

## Résultats
|                          |                                                 |        |       |      |        |               |  |  |  |
| Parti                    | Parti                                           | Voix   | %     | +/-  | Sièges | +/-           |  |  |  |
|                          | Patriotes progressistes démocrates (PDP)        | 16 933 | 58,04 | 9,54 | 14     | 8             |  |  |  |
|                          | Mouvement national du peuple (PNM)              | 11 943 | 40,93 | 9,43 | 1      | 5             |  |  |  |
|                          | Alliance démocratique innovante (IDA)           | 295    | 1,01  | Nv   | 0      | en stagnation |  |  |  |
|                          | Unité du peuple (UTP)                           | 6      | 0,02  | 0,03 | 0      | en stagnation |  |  |  |
|                          | Mouvement d'action collective de réforme (CARM) | 0      | 0,00  | 0,03 | 0      | en stagnation |  |  |  |
|                          |                                                 |        |       |      |        |               |  |  |  |
| Suffrages exprimés       | Suffrages exprimés                              | 29 177 | 99,67 |      |        |               |  |  |  |
| Votes blancs et nuls     | Votes blancs et nuls                            | 97     | 0,33  |      |        |               |  |  |  |
| Total                    | Total                                           | 29 274 | 100   | –    | 15     | 3             |  |  |  |
| Abstentions              | Abstentions                                     | 22 109 | 43,03 |      |        |               |  |  |  |
| Inscrits / participation | Inscrits / participation                        | 51 383 | 56,97 |      |        |               |  |  |  |

## Analyse et conséquences

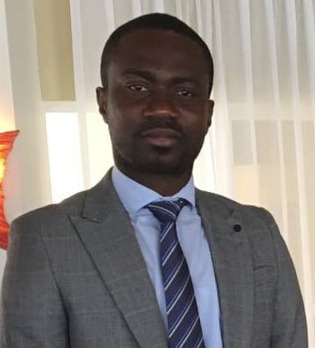
Farley Augustine

Les élections sont un raz-de-marée électoral pour le parti Patriotes progressistes démocrates (PDP) qui remporte quatorze des quinze sièges à pourvoir. Le Mouvement national du peuple (PNM) au pouvoir subit une lourde défaite en ne conservant qu'un seul siège.
Après avoir échoué à se faire élire sans étiquette en janvier, l'ancienne membre du PNM Denise Tsoiafatt-Angus, participe cette fois-ci sous celle de son nouveau parti récemment créé, l'Alliance démocratique innovante (IDA), qui est le seul nouveau parti du scrutin. La candidate échoue cependant à nouveau à se faire élire.
Lors d'un discours de victoire auprès de ses partisans au lendemain du scrutin, le dirigeant du PDP Farley Augustine appelle à entretenir des relations cordiales avec le Premier ministre Keith Rowley (PNM), qu'il décrit avec insistance comme le Premier ministre de tout Trinité et Tobago et non juste du PNM avant de l'appeler à ne pas pénaliser les Tobagais, affirmant que ces derniers sont suffisamment forts pour le renverser. Farley Augustine succède ainsi au secrétaire en chef par intérim, Ancil Dennis, le 9 décembre 2020.